# Lithocarpus cantleyanus
Lithocarpus cantleyanus là một loài thực vật có hoa trong họ Cử. Loài này được (King ex Hook.f.) Rehder mô tả khoa học đầu tiên năm 1929.